# استفانو گیرلی
استفانو گیرلی (انگلیسی: Stefano Girelli؛ زادهٔ ۹ ژانویهٔ ۲۰۰۱) بازیکن فوتبال اهل ایتالیا است.